# 日本元服礼
元服礼是日本奈良时代以来男子成人礼意思，「元服」是冠禮的別稱。

## 概述
“元”是头的意思，“服”是穿的动词意思。解释为“头戴帽子”,也有戴帽子和初次戴帽子的意思。公卿家女子成年时衣冠礼是用裳着这个词。

### 日本
依日本禮制，男子十五成年，行元服之禮。將美豆良髮型解開，束成髮髻，戴上幞頭，並除去童子服，用成人之服飾。公卿子弟一般在此時會蔭襲位階，故同時穿上束帶。
武士家庭元服时由乌帽子亲将乌帽子交给元服者，两人之间就建立了義父子关系，元服者会一直受到乌帽子亲的庇护，一般乌帽子亲都是选家中最有权势的人。